# Cyrus Christie
Cyrus Sylvester Frederick Christie (* 30. September 1992 in Coventry) ist ein in England geborener irischer Fußballspieler.

## Vereine

### Coventry City
Der aus der eigenen Jugendakademie stammende Cyrus Christie debütierte am 10. August 2010 für seinen Heimatverein Coventry City bei einer 0:2-Auswärtsniederlage beim FC Morecambe im League Cup 2010/11. Nachdem er im Saisonverlauf ohne einen weiteren Pflichtspieleinsatz blieb und zweimal verliehen wurde, avancierte er in der Saison 2011/12 zum Stammspieler und bestritt 37 Ligaspiele. Coventry beendete die Spielzeit als Tabellenvorletzter und stieg damit in die dritte Liga ab. Die zwei anschließenden Spielzeiten in der dritten Liga beendete der mit finanziellen Schwierigkeiten sowie dem zeitweisen Verlust seiner Spielstätte kämpfende Verein lediglich im unteren Tabellendrittel.

### Derby County
Am 10. Juli 2014 gab der Zweitligist Derby County die Verpflichtung von Christie bekannt und stattete den 21-jährigen Abwehrspieler mit einem Dreijahresvertrag aus.

### FC Middlesbrough
Nach drei Jahren als Stammspieler in Derby, wechselte Cristie am 7. Juli 2017 zum Premier-League-Absteiger FC Middlesbrough. Dort blieb er jedoch nur bis Ende Januar 2018 und wechselte innerhalb der zweiten Liga zum FC Fulham.

### FC Fulham
In den verbleibenden Saisonpartien konnte Cristie mit Fulham den Aufstieg in die Premier League sicherstellen, musste jedoch ein Jahr später wieder den Gang in die Zweitklassigkeit antreten. Nach dem erneuten Aufstieg im Jahr 2020 wurde er für die gesamte Spielzeit 2020/21 an Nottingham Forest ausgeliehen und kehrte danach nach Fulham zurück, das mittlerweile ein weiteres Mal aus der Premier League abgestiegen war. Nach seiner Rückkehr kam er bei Fulham nur noch in einem Ligapokalspiel gegen Leeds United sowie in der Reservemannschaft zum Einsatz. Daraufhin wurde Christie im Januar 2022 an den Ligarivalen Swansea City verliehen.

### Hull City
Zur Saison 2022/23 wurde er ablösefrei vom Championship-Klub Hull City verpflichtet.

## Nationalmannschaft
Der in England geborene Cyrus Christie erhielt durch seine irische Großmutter die Möglichkeit für Irland aufzulaufen. Nachdem ihn Nationaltrainer Martin O’Neill im November 2014 erstmals in den Kader berief, debütierte Christie am 18. November 2014 in der irischen Fußballnationalmannschaft bei einem 4:1-Heimsieg über die USA. Bei der Fußball-Europameisterschaft 2016 in Frankreich wurde er in das Aufgebot Irlands aufgenommen. Er war einer von zwei Feldspielern, die ohne Turniereinsatz blieben. Bisher absolvierte er insgesamt 29 Partien und traf dabei zwei Mal.